# Technorati
Technorati était un moteur de recherche fondé par Dave Sifry spécialisé dans le domaine des blogs. Son siège social était à San Francisco en Californie, aux États-Unis.
En août 2006, le site en indexait plus de 50 millions.[réf. nécessaire]
En 2009, Technorati a décidé de référencer uniquement sites et blogs de langue anglaise, déréférençant donc tout article ou site de toute autre langue.

## Logiciels libres
Technorati utilise et contribue aux logiciels libres[réf. nécessaire]. Il dispose d'une communauté active de développeurs. Dave Sifry est lui-même un grand défenseur de la cause du code source libre[réf. nécessaire]. Technorati comprend un  wiki public pour les développeurs où eux et les contributeurs peuvent collaborer ainsi que différentes API ouvertes.

## L'équipe
En décembre 2005, Technorati est dirigé par :
- Dave Sifry, également PDG ;
- Adam Hertz, vice-président délégué à l'ingénérie ;
- Peter Hirshberg, le vice-président exécutif chargé des ventes et du Marketing ;
- Joi Ito, vice-président délégué au développement international et aux appareils mobiles ;
- Teresa Malo, directeur financier ;
- Richard Ault, directeur du marketing ;
- Tantek Çelik, directeur technique.

## Directoire
- Kim Polese, fondateur de Marimba Inc. ; ancien directeur de produit pour Java et chef de produit chez Sun ; actuellement associé avec TechNet, Global Security Institute, et Carnegie Mellon University Center for Engineered Innovation ;
- Andreas Stavropoulous, directeur opérationnel de Draper Fisher Jurvetson ;
- Ryan McIntyre, cofondateur de Excite directeur de Mobius Venture Capital ;
- Dan Beldy, capital risqueur et premier directeur opérationnel de Technorati ; ancien associé à Brintech puis Hummer Winblad Venture Partners, et pilote dans la marine ;
- Peter Hirshberg.